# 교동초등학교 (충북)
교동초등학교는 대한민국 충청북도 청주시 상당구 용암동에 있는 공립 초등학교이다.

## 학교 연혁
- 1933년 6월 1일 청주제2공립보통학교(6년제 7학급) 개교(381명)
- 1937년 3월 31일 청주수정공립보통학교 개칭
- 1938년 4월 1일 청주수정공립심상소학교로 개칭[1]
- 1941년 4월 1일 청주수정공립국민학교 개칭[2]
- 1948년 9월 11일 교동국민학교로 개칭
- 1995년 3월 1일 학교 이전(상당구 용암로 6), 52학급 편성
- 1996년 3월 1일 교동초등학교로 개칭[3]
- 1996년 3월 1일 36학급 편성(상당·용암초등학교로 학생 분리)
- 2004년 4월 23일 도서관 개관
- 2015년 2월 16일 제82회 졸업 154명(졸업생총수 21,377명)
- 2015년 3월 1일 제39대 김용환 교장 취임
- 2015년 3월 1일 초등 36학급(특수 1학급)편성

## 이전 이후
이전 이후, 옛 교동초등학교 자리에는 충북자연과학교육원이 들어서 있다.

## 참고 자료
- 교동초등학교 - 한국교육학술정보원 학교알리미